# Neverwinter Nights: Hordes of the Underdark
 (juin 2019).
Si vous disposez d'ouvrages ou d'articles de référence ou si vous connaissez des sites web de qualité traitant du thème abordé ici, merci de compléter l'article en donnant les références utiles à sa vérifiabilité et en les liant à la section « Notes et références ».
Neverwinter Nights: Hordes of the Underdark (Hordes de l'Outreterre en français) est la seconde extension du jeu Neverwinter Nights. Elle a été développée par BioWare et éditée par Atari Inc.. L'extension est sortie en mars 2004 et est connu sous l'acronyme HotU.
Neverwinter Nights: Hordes of the Underdark est un jeu vidéo de rôle en vue subjective qui emprunte les règles de Donjons et Dragons 3e édition (avec quelques modifications mineures). Cette extension ajoute de nouveaux dispositifs au jeu de base, ainsi qu'un nouveau scénario complet. On peut citer dans les ajouts :
- une nouvelle campagne solo de plus de 20 heures ;
- la possibilité d'atteindre désormais le niveau 40 ;
- six classes de prestige additionnelles - Champion de Torm, Protecteur nain, Maître blême, Disciple du dragon rouge, Métamorphe et Maître d'armes ;
- quatre nouveaux environnements (tilesets) ;
- 16 nouvelles créatures ;
- 40 nouveaux sorts (magie profane et magie divine) ;
- 50 nouvelles compétences, la possibilité de fabriquer ses propres armures et armes... ;
- des améliorations de l'Aurora Toolset ;
- de nombreux ajouts issus de l’Outreterre.

Le joueur commence logiquement la partie avec son personnage de Neverwinter Nights: Shadows of Undrentide car ce nouveau scénario en est la suite. L'histoire commence à Eauprofonde, avec une expédition dans Montprofond. Il est d'une certaine manière également la suite du scénario du jeu de base.